# Tess Downing
Pour les articles homonymes, voir Downing.
Tess Downing, née le 10 mai 1988 à Wodonga, est une coureuse cycliste australienne. Spécialisée dans les épreuves sur piste.

## Palmarès sur route
- 2005
  - 3e du championnats d'Océanie de course en ligne juniors
- 2008
  - 3e et 4e étapes du Tour of Southern Grampians
  - 2e du Tour of Southern Grampians

## Palmarès sur piste

### Championnats du monde
- Gand 2006
  - 3e du scratch juniors

### Coupe du monde
- 2009-2010
  - 3e de la poursuite par équipes à Manchester

### Championnats d'Océanie
| Édition / Épreuve        | 500 mètres | Scratch | Course aux points | Vitesse | Poursuite |
| Melbourne 2004 (juniors) | Argent     |         | Or                | Or      | Or        |
| Wanganui 2005 (juniors)  |            | Or      | Argent            | Or      |           |
| Adélaïde 2008            |            |         | Argent            |         | Argent    |

### Championnats d'Australie
- 2006
  -  Championne d'Australie du scratch juniors
  -  Championne d'Australie du keirin juniors
  -  Championne d'Australie de la course aux points juniors
  - 2e de la poursuite juniors
- 2007
  - 2e de la course aux points
  - 2e du scratch
  - 2e du scratch espoirs
  - 3e de la poursuite par équipes
- 2008
  - 2e de la poursuite
  - 2e de la course aux points
  - 3e de la poursuite par équipes
- 2009
  - 3e de la poursuite
  - 3e de la course aux points
- 2010
  - 3e de la poursuite par équipes